# マイケル・ジェイストン
マイケル・ジェイストン（Michael Jayston、1935年10月29日 - 2024年2月5日）は、イギリスの俳優である。
彼は映画「ニコライとアレクサンドラ」（1971年）でロシアのニコライ2世を演じ、また、数多くのテレビ出演をしている。テレビシリーズ「ドクター・フー」のエピソード 「時の主の試練」The Trial of a Time Lord （1986）でのヴァリヤードや、「オンリー・フールズ・アンド・ホースズ」のエピソードTime on OurHands（1996）のレクエルの父ジェームズ役などがある。舞台・映画・テレビ及びナレーターとしての長いキャリアにより、イギリスでは幅広い層によく知られている俳優である。

## 来歴
マイケル・ジェイストンは、1935年10月29日にイギリスのノッティンガム(Nottingham)のウェストブリッジフォードで生まれた。彼の出生名はマイケル・A・ジェームズ（Michael A James）であり、オーブリー・ヴィンセント・ジェームズ（Aubrey Vincent James、1911-1937）とエドナ・ミファンウィ・メドカルフ（Edna Myfanwy Medcalfe、1904-1950）の一人息子である。彼はウェストブリッジフォードのウィルフォードレーンにあるベケットRCスクール（ the Becket RC School） に通った。元会計士であり、ギルドホール音楽演劇学校（the Guildhall School of Music and Drama）で演技の訓練を受けた。

### 舞台
ジェイストンは1962年に舞台でのキャリアを開始し、ブリストル・オールド・ヴィック（the Bristol Old Vic）とストラトフォード・アポン・エイボン（Stratford-upon-Avon）で舞台に立った。　1965年には「ヘンリー5世」でエクセター公爵、1966年には「ハムレット」でレアティーズなど、シェイクスピア作品を演じている。
彼は、後に「真夏の夜の夢」のディミートリアス（1968）、「ヴェニスの商人」のグラシアーノ（1973）、「リア王」のエドマンド（1975） など、テレビでもシェイクスピアの役を演じている。
1974年にはオールド・ヴィック・シアターでローレンス・オリビエ監督による「エデン・エンド」に出演した。
1981年～1982年にかけてはロンドンのアポロ・ヴィクトリア・シアターでリチャード・ロジャースとオスカー・ハーマスタイン2世によるミュージカル「サウンド・オブ・ミュージック」にトラップ大佐役で出演している。主役マリアは女優であり歌手であるペテュラ・クラーク（Petula Clark)が演じた。この作品は英国におけるミュージカル公演で一週間の観客動員数が最も多かった記録を持ち、ギネスブックに登録されている。ジェイストンはこの作品で「エーデルワイス」「ドレミの歌」などを歌っている。なお、この公演の音楽は2010年にCD化され発売されているので、彼の歌声を聞くことができる。

### テレビ
初期のテレビシリーズでは、1969年 の会議室ドラマ「パワーゲーム」で公務員ダウリング役を演じている。1972年、彼はBBCドラマシリーズ「エドワーディアンズ」のエピソード「ロールス氏とロイス氏」でロバート・パウエルと共演し、ヘンリーロイス卿を演じた。翌年、彼はBBCのミニシリーズ「ジェーン・エア」でソーチャ・キューザック（ Sorcha Cusack）の相手役としてエドワード・ロチェスターを演じている。これは日本のNHKでも放送された。
彼は1974年にアンソロジーシリーズの「スリラー」に2回出演し、1975年には、テレビシリーズ「クイラー」で、銃を使用したことのないスパイであるクイラーを演じた。1979年、「ティンカー・テーラー・ソルジャー・スパイ 」Tinker Tailor Soldier Spyでアレック・ギネスと共演し、相棒のピーター・ギラムを演じている。
1989年にはデイヴィッド・ノブスの風俗喜劇をテレビに翻案した「ちょっとしたこと」A Bit of a Doでネビル・バッジャーを演じている。1991年にテレビシリーズ「クルード」にマスタード大佐として出演し、 翌年、子供たちが若者向けの新聞を作るという人気シリーズ「プレスギャング」Press Gangのエピソード「UnXpected」にゲスト出演している。
その他のテレビ出演には、「イーストエンダーズ」EastEnders、「コロネーションストリート」Coronation Street、「オンリーフールズアンドホースズ」Only Fools and Horses、「5月のダーリンバッド」The Darling Buds of May、「テイルズオブザアンエクスペクテッド」Tales of the Unexpected、「ビル」The Bill、「エマーデール」Emmerdaleなどがある。また、「刑事フォイル」Foyle's War、「ホルビーシティ」Holby City、「シャーロックホームズ」Sherlock Holmes、「トレイシービーカー・リターンズ」Tracy Beaker Returns、および「ミッドソマーマーダーズ」Midsomer Murdersにも出演している。

#### ドクターフー
1986年、ジェイストンはテレビシリーズ「ドクター・フー」にも出演している。このシリーズは1963年から現在まで続いているサイエンスフィクションで、イギリスの長寿番組である。日本でもＮＨＫ他で放映されている。彼は旧シリーズ２３ The Trial of a Time Lord でヴァリヤードを演じている。また、後にオーディオバージョンにも出演している。

### 映画
1968年、ジェイストンはテレビ版映画「真夏の夜の夢」でデメトリウスを演じた後、1970年に劇場版「クロムウェル」でヘンリー・アイアトンを演じた。翌年、「ニコライとアレクサンドラ」ではロシアの皇帝ニコライ2世として主演した。
彼は、国立劇場の映画「ヴェニスの商人」（1974年）でシャイロック役のローレンス・オリヴィエと共演し、グラシアーノ役で出演している。他にも多くの映画に出演しているが、日本では「フォロー・ミー」（1973年公開）がよく知られている。

### オーディオ
ジェイストンはジョン・ル・カレ（John le Carré）の小説のほとんどをオーディオブック形式で録音しているが、テレビでも「ティンカー・テーラー・ソルジャー・スパイ 」のピーター・ギラム役で彼の作品を演じている。彼はまた、ジェフリー・ハウスホールド（Geoffrey Household）が書いた小説「ローグ・マレ」と「ローグ・ジャスティス」など、BBCラジオ番組の朗読者としても活躍している 。
1990年、彼はBBCラジオ4で、声優として「007は二度死ぬ」のジェームズ・ボンドの役を演じている。
2017年、イギリスレコードストアデイの公式リリースとして、アンダーグラウンドアーティストのルーベン・バイン（Ruben Vine）とジェイストンのコラボレーションダブルビニールアルバム（28ページのコミックを含む）がリリースされた。ジェイストンは、ストーリーベースのアルバム「The Life＆Times of a Imaginary Rock Star 」のナレーターとして出演している。このオルタナティブロックアルバムは、あるレビューアによって「パンクオペラ」として評されている。
また、ジェイストンは、ウィンストン・チャーチルの第二次世界大戦の歴史、アレクサンダー・ケント（Alexander Kent）の海洋冒険小説「リチャード・ボライソーシリーズ」などの小説のオーディオバージョンも録音している。オーディオブックの朗読者として、ほかにも数多くの作品を録音している。 1970年代と1980年代には、英国のテレビCMのナレーション出演も多かった。

### 死去
2024年2月5日の朝に死去。88歳没。

## 主な出演作品

### 映画
- クロムウェル　-ヘンリー・アイアトン（1970）　Cromwell
- ニコライとアレクサンドラ　-皇帝ニコライ2世（1971）　Nicholas and Alexandra
- フォロー・ミー　-チャールズ（1972）　Follow Me!
- 不思議の国のアリスの冒険　-チャールズ・ドジソン（1972）　Alice's Adventures in Wonderland
- 国家への征服　-ハーディ大尉（1973）Bequest to the Nation
- 帰郷　-テディ（1973）　The Homecoming
- 異界への扉　-ブライアン（セグメント3「メル」）（1973）　Tales That Witness Madness
- 狂気のいけにえ　-ウォール刑事　（1974）Craze
- 新ドミノ・ターゲット／恐るべき相互殺人　-デビッドベイカー（1974）　The Internecine Project[12]
- ドミニク　　アーノルド・クレイブン（1978）　Dominique
- ズールー戦争　-クレアロック大佐（1979）　Zulu Dawn
- 遠い国から　-ナレーター（1981）　From a Far Country
- ハイランダーIII：超戦士大決戦　-ジャック・ドノヴァン（1994）　Highlander III: The Final Dimension
- 疑念の要素　-カーク（1996）　Element of Doubt

### テレビ
- 真夏の夜の夢　-デメトリウス（1968）　A Midsummer Night's Dream
- パワーゲーム　-ダウリング（1969）　The Power Game
- マッドジャック　-ジークフリードサスーン（1970）　Mad Jack
- 私の人生の英雄　-チャールズ・ディケンズ（1970）　The Hero of My Life
- エドワード朝時代　-ヘンリーロイス（1972）　The Edwardians
- ヴェニスの商人　-グラシアーノ（1973）　The Merchant of Venice
- ジェーン・エア　-ロチェスター氏（1973）　Jane Eyre
- スリラー「リングワンスフォーデス」-ロジャーマスターズ（1974）　Thriller - Ring Once for Death
- スリラー「花嫁のための棺」-マーク・ウォーカー（1974）　Thriller -A Coffin for the Bride
- クイラー　-クイラー（1975）　Quiller
- リア王　-エドマンド（1975）　King Lear
- 彼女は泥棒の間で落ちた　-ジョナサン・マンセル（1977）　She Fell Among Thieves
- ティンカー・テーラー・ソルジャー・スパイ　-ピーターギラム（1979）　Tinker Tailor Soldier Spy
- ドクター・フー「時の主の試練」 -ヴァリヤード（1986）　Doctor Who
- 熱血探偵ハリー  -ランドール・ペリー　（1987）　Still Crazy Like a Fox
- ウェクスフォード警部シリーズ２　罪人のおののき　-ナイチンゲール　(1988） A Guilty Thing Surprised
- ちょっとしたこと　-ネビル・バッジャー（1989）　A Bit of a Do
- Cluedo　-マスタード大佐（1991）　Cluedo
- アウトサイドエッジ　-ボブ・ウィリス（1995-6）　Outside Edge

- オンリーフールズアンドホースズ　-ジェームズ・ターナー（1996）　Only Fools and Horses
- 刑事フォイル　-ヘンリー・パーキンス　（2007-2008）　  Foyle'War
- ミッドソマーマーダーズ　-アーサー・グールド牧師（2014）　Midsomer Murders